# Ponerología
Ponerología, o el «estudio del mal», del griego poneros (maldad), es el nombre dado por el psiquiatra polaco Andrzej Łobaczewski (1921-2007) a un estudio interdisciplinario de las causas de períodos de injusticia social.
Esta disciplina hace uso de datos de la psicología, la psicopatología, la sociología, la filosofía y la historia para explicar tales fenómenos como la guerra de agresión, la limpieza étnica, el genocidio y los estados policiales.
La teoría e investigación original fueron realizadas por psicólogos y psiquiatras que trabajaban en Polonia, Checoslovaquia y Hungría durante los años antes de la institución del comunismo, como Stefan Blachowski (1889-1962) y Kazimierz Dąbrowski (1902-1980).
Łobaczewski adoptó el término de la rama de teología que trata del estudio del mal, derivado de la palabra griega poneros. Según Łobaczewski, todas las sociedades oscilan entre «épocas felices» o épocas de prosperidad, durante las cuales el conocimiento psicológico (avanzado de la influencia de la psicopatología) en las esferas de poder, es suprimido; y «épocas infelices». Durante las épocas infelices, la inteligencia y sociedad en su conjunto pueden recuperar este conocimiento especializado para instaurar el orden social hacia una línea de sanidad mental. Hay que hacer notar que épocas felices no implica tiempos moralmente avanzados, pues Łobaczewski deja claro que esta felicidad o prosperidad puede suponer la opresión de un grupo localizado. 
Łobaczewski define muchas caractepatías específicas, que en la psicología occidental se refiere a los trastornos de la personalidad, según pavimentan el camino hacia el gobierno final de «psicópatas esenciales» en una patocracia completa. Esto tiene lugar supuestamente cuando la sociedad está insuficientemente protegida contra la minoría que supone tal patología anormal, que está siempre presente en medio (Łobaczewski afirma que la etiología o causa es casi por completo biogenética). Cree que se infiltran en una institución o en el Estado, pervierten la moral y los valores en su opuesto y circula una lengua codificada similar a la del «doblepensar» de Orwell en lo establecido, usando pseudológica y pseudomoral en lugar de lógica y moral genuinas.
Hay varias fases de patocracia identificables descritas por Łobaczewski. En última instancia, cada patocracia es un destino porque la raíz de la moral social saludable, según Łobaczewski, está contenida en la infraestructura instintiva congénita en la inmensa mayoría de la población. Mientras algunos en la población normal son más susceptibles a la influencia patocrática, y se convierten en sus lacayos, la mayoría resiste instintivamente.